# Skřivánkov
Skřivánkov (polsky Skowronków, německy Lerchenfeld) je vesnice, součást gminy Hlucholazy v Polsku.

## Historie
Vesnice byla založena roku 1786 a od počátku byla součástí českých zemí, resp. Rakouského Slezska. Spravována byla jako část Zlatých Hor. V 19. století byla ve Skřivánkově postavena kaple.
Roku 1959 byly provedeny úpravy československo-polské státní hranice, která byla v některých lokalitách napřímena. Skřivánkov, který ležel v úzkém výběžku do polského území, byl předán Polsku, naopak Československo získalo území u Vidnavy s osadou Krasov. Skřivánkov tehdy obdržel polské jméno Skowronków a byl začleněn gminy Hlucholazy, jejíž sídlo, město Hlucholazy, se nachází poblíž.